# Chellie Pingree
Chellie Marie Pingree (de soltera, Johnson; Mineápolis; 2 de abril de 1955) es una política estadounidense que se desempeña como representante de los Estados Unidos  por el 1.er distrito congresional de Maine desde 2009. Miembro del Partido Demócrata, su distrito incluye la mayor parte de la parte sur del estado, incluidas Portland y Augusta.
Fue miembro del Senado de Maine desde 1992 hasta 2000, sirviendo como líder de la mayoría durante los últimos cuatro años. Fue candidata para el Senado de los Estados Unidos en 2002, perdiendo ante la republicana Susan Collins. Desde 2003 hasta 2006, fue presidenta y directora ejecutiva de Common Cause. Es la primera mujer demócrata elegida para la Cámara de Representantes por Maine.

## Biografía

### Common Cause
Como líder de Common Cause, participó activamente en los programas de reforma de los medios y elecciones, ética y dinero en la política de la organización. Apoyó la neutralidad de la red, las boletas de papel obligatorias verificadas por los votantes, el financiamiento público de las elecciones al Congreso, el voto popular nacional (una solución alternativa del Colegio Electoral ) y una comisión de ética independiente para el Congreso. Renunció a Common Cause en febrero de 2007 para regresar a su estado natal y postularse para el Congreso en 2008.

### Senado de Maine
Fue elegida por primera vez en 1992. Se pronunció abiertamente en contra de ir a la guerra contra Irak, aunque los miembros del partido le aconsejaron que evitara ese tema. Ganó la reelección en 1994 y 1996. En 2000, no pudo buscar la reelección debido a los límites de mandato.
Durante su mandato como legisladora estatal, obtuvo titulares en todo el país cuando redactó el primer proyecto de ley del país que regula los precios de los medicamentos recetados, Maine Rx. También lideró la iniciativa de proyecto de ley de tierras más grande de Maine: Land for Maine's Future.
En 2002, hizo campaña para el escaño en el Senado de los Estados Unidos, que ocupaba la republicana Susan Collins. Collins ganó por un margen del 17 puntos.

### Cámara de Representantes de Estados Unidos

#### Elecciones
- 2008: en abril de 2007, presentó los documentos para su candidatura al 1.er distrito congresional de Maine.[10] El 15 de agosto de 2007, EMILY's List apoyó la campaña de Pingree.[11] En diciembre de 2007 recibió el respaldo de 21st Century Democrats.[12] Fue respaldada por varias organizaciones laborales y muchas personas y funcionarios estatales, incluidos el congresista Rush D. Holt, Jr.; la congresista Jan Schakowsky; la líder de la mayoría del Senado de Maine, Libby Mitchell; la exlíder asistente de la mayoría del Senado de Maine, Anne Rand; la representante estatal Paulette Beaudoin; el escritor y activista progresista Jim Hightower; los Trabajadores Automotores Unidos; Planned Parenthood y la Liga de Votantes por la Conservación.[13] Fue elegido miembro de la Cámara de Representantes de los Estados Unidos el 4 de noviembre de 2008. Prestó juramento el 6 de enero de 2009.[14]

- 2012: el 29 de febrero de 2012, una historia de Associated Press mencionó que Pingree estaba comenzando a circular peticiones para postularse para el escaño en el Senado de los Estados Unidos que quedó vacante por el retiro de Olympia Snowe, lo que confirmó en The Rachel Maddow Show más tarde esa noche.[15] Retiró su nombre de la carrera el 7 de marzo y se postuló para la reelección a la Cámara de Representantes de los Estados Unidos.[16]

- 2016: derrotó al retador republicano Mark Holbrook por 16 puntos.[17]

- 2018: a fines de 2017, el nombre de Pingree se mencionó como un posible candidato demócrata a gobernador de Maine, para suceder al titular de mandato limitado Paul Lepage. A mediados de diciembre, anunció planes para postularse para la reelección a la Cámara.[18] Se enfrentó nuevamente a Holbrook en las elecciones generales.[19] La carrera no se consideró competitiva y derrotó a Holbrook por alrededor de 26 puntos.[20]

- 2020: derrotó al republicano Jay Allen y fue reelegida.[21][22]

- 2022: buscó la reelección en 2022 y ganó las primarias demócratas sin oposición.[23] Se enfrentó al republicano Edwin Thelander en las elecciones generales. El sitio web de encuestas RealClearPolitics calificó la carrera como "segura para los demócratas".[24] Logró ser reelegida, derrotando a Thelander por 24 puntos.

#### Mandato
Poco después de su elección, se unió al Caucus Progresista del Congreso, del cual ahora es vicepresidenta. En septiembre de 2010, apareció un video en Internet que mostraba a Pingree en Portland International Jetport desembarcando de un avión privado, propiedad de su entonces prometido, el administrador de fondos de cobertura S. Donald Sussman. Esto generó críticas debido a declaraciones anteriores hechas por ella en las que criticaba a los legisladores que usaban aviones privados. Pingree se negó a responder. El Comité de Ética de la Cámara, en una carta bipartidista, declaró que el viaje estaba permitido según las reglas de ética de la Cámara.
Anunció el 26 de abril de 2013 que no se postularía para gobernadora de Maine en las elecciones de 2014. Dijo que estaba "feliz" de servir en la Cámara y que la posibilidad de una carrera a tres bandas también influyó en su decisión.

### Vida personal
Tiene tres hijos; la mayor, Hannah Pingree, es la expresidenta de la Cámara de Representantes de Maine. El 18 de junio de 2011, se casó con S. Donald Sussman, un administrador de fondos de cobertura, en una ceremonia privada en la casa de la pareja en North Haven, Maine.